# Cruel Summer
Cruel Summer je kompilační studiové album americké hudební nahrávací společnosti GOOD Music, vydané 14. září 2012 u nahrávací společnosti Def Jam Recordings.

## O Albu
Label GOOD Music založil roku 2004 rapper a hudební producent Kanye West. Od té doby upsal umělce jako jsou Big Sean, Common, Kid Cudi, John Legend a Pusha T, kterým pomohl vydat samostatná alba.
Záměr vydat kompilační album nového a společného materiálu byl oznámen v říjnu 2011. Původně mělo být album vydáno na jaře 2012, k tomu však nedošlo. V květnu 2012 byl oznámen název Cruel Summer, s plánovaným vydáním 7. srpna 2012. Nakonec však bylo album vydáno až 14. září 2012.
Společně s albem byl natočen i krátkometrážní stejnojmenný film, který měl premiéru na filmovém festivalu v Cannes.

## Singly
Prvním singlem byla píseň "Mercy" (Kanye West, Big Sean, Pusha T), na které hostoval i rapper 2 Chainz. Ten se umístil na 13. příčce žebříčku Billboard Hot 100 a na prvních pozicích žebříčků Hot R&B/Hip-Hop Songs a Hot Rap Songs. Od americké asociace RIAA obdržel certifikaci platinový singl.
Druhým singlem byla určena píseň "Cold", kterou vytvořil pouze Kanye West s malou výpomocí DJ Khaleda. Umístil se na 86. příčce žebříčku Billboard Hot 100.
Třetím singlem byla píseň "New God Flow" (Kanye West a Pusha T). Ten debutovala na 89. pozici Billboard Hot 100.
Čtvrtým singlem se stala píseň "Clique" (Kanye West a Big Sean) (ft. Jay-Z). Ten se vyšplhal na 12. příčku žebříčku Billboard Hot 100. Velký úspěch měl i ve Spojeném království (29. příčka) a v Kanadě (17. příčka).
Po vydání alba se do amerického žebříčku Billboard Hot 100 dostala ještě píseň "To the World", když obsadila 70. příčku. O singl však nejde.

## Po vydání
Během prvního týdne prodeje se v USA prodalo 205 000 kusů, čím album debutovalo na 2. příčce žebříčku Billboard 200 a na prvních příčkách žebříčků Top R&B/Hip-Hop Albums a Top Rap Albums. V Kanadě debutovalo na 4. příčce. Celkem se v USA prodalo okolo 340 000 kusů alba.

## Seznam skladeb
| Pořadí | Název                                                                                      | Hudba                                                                             | Délka |
| ------ | ------------------------------------------------------------------------------------------ | --------------------------------------------------------------------------------- | ----- |
| 1.     | To the World (Kanye West feat. R. Kelly)                                                   | Andrew "Pop" Wansel, Kanye West (co.)                                             | 3:51  |
| 2.     | Clique (Kanye West a Big Sean feat. Jay-Z)                                                 | Hit-Boy, Kanye West (co.),                                                        | 4:53  |
| 3.     | Mercy (Kanye West, Big Sean a Pusha T feat. 2 Chainz)                                      | Lifted                                                                            | 5:26  |
| 4.     | New God Flow (Kanye West a Pusha T feat. Ghostface Killah)                                 | Kanye West, Boogz & Tapez (co.)                                                   | 5:57  |
| 5.     | The Morning (Pusha T, Common, Cyhi the Prynce, Kid Cudi a D'banj feat. Raekwon a 2 Chainz) | Kanye West, Illmind, Jeff Bhasker (co.), Travis Scott (co.)                       | 4:35  |
| 6.     | Cold (Kanye West feat. DJ Khaled)                                                          | Hit-Boy                                                                           | 3:36  |
| 7.     | Higher (Pusha T feat. The-Dream, Mase a Cocaine 80s)                                       | Hit-Boy, Kanye West (co.)                                                         | 4:34  |
| 8.     | Sin City (John Legend, Teyana Taylor, Cyhi the Prynce a Malik Yusef feat. Travis Scott)    | Tommy Brown, Travis Scott                                                         | 4:28  |
| 9.     | The One (Kanye West a Big Sean feat. 2 Chainz a Marsha Ambrosius)                          | Kanye West, Hudson Mohawke (co.), The Twilite Tone (co.), Anthony Kilhoffer (co.) | 5:44  |
| 10.    | Creepers (Kid Cudi)                                                                        | Dan Black                                                                         | 3:14  |
| 11.    | Bliss (John Legend a Teyana Taylor)                                                        | Hudson Mohawke                                                                    | 3:30  |
| 12.    | Don't Like (Remix) (Kanye West, Pusha T a Big Sean feat. Chief Keef a Jadakiss)            | Young Chop, Kanye West (co.)                                                      | 4:43  |

## Samply
- "Mercy" obsahuje části písní "Dust a Sound Boy" od Super Beagle, "Cu-Oonuh" od Reggie Stepper a "Lambo" od YB.
- "New God Flow" obsahuje části písní "Synthetic Substitution" od Melvin Bliss, "Mighty Healthy" od Ghostface Killah, "Sermon Fragment" od G.I. Townsend a "Bôdas De Sangue" od Marcos Valle.
- "The Morning" obsahuje části písně "Get Me to the Church on Time" z muzikálu My Fair Lady.
- "Cold" obsahuje části písně "Illegal Search" od LL Cool J.
- "The One" obsahuje části písní "Public Enemy No. 1" od Public Enemy a "Double Barrel" od Dave and Ansell Collins.
- "Don't Like" obsahuje části písní "Sermon Fragment" od G.I. Townsend a "Under Mi Sensi" od Barrington Levy.

## Mezinárodní žebříčky
| Země                     | Umístění |
| ------------------------ | -------- |
| Kanada                   | 4        |
| US Billboard 200         | 2        |
| US Billboard R&B/Hip-Hop | 1        |
| US Billboard Rap         | 1        |